# Laura Malmivaara
Laura Pauliina Malmivaara (Kajaani, 26 ottobre 1973) è un'attrice, cantautrice e fotografa finlandese.
Durante gli anni del liceo ha lavorato come modella.
Nel 2002 è protagonista del film L'amore di Marja (2002) diretto da Anne Riitta Ciccone, e, sempre con la stessa regista, recita ne Il prossimo tuo (2008), interpretando la parte di Eva.
Il 16 novembre 2005 ha pubblicato l'album Myytävänä elämä.
È stata sposata con il regista Aku Louhimies.

## Filmografia

### Cinema
- Harjunpää ja kiusantekijät (1993)
- Romanovin kivet (1993)
- Siivoton juttu (1997)
- Levottomat (2000)
- Kuutamolla (2002)
- L'amore di Marja (Marjan rakkaus) (2002)
- Hymypoika (2003)
- Me olemme taas (2003)
- Vares – yksityisetsivä (2004)
- Uuno Turhapuro – This Is My Life (2004)
- Paha maa (2005)
- Baban biilit (Babas bilar) (2005)
- FC Venus (2005)
- Riisuttu mies (2006)
- Ranta (2006)
- Il prossimo tuo (Sinun kanssasi) (2008)
- Myrsky (2008)
- Kerron sinulle kaiken (2013)
- Miten meistä tuli ystäviä (2013)
- Lomasankarit (2014)
- Ollaan vapaita (2015)

### Televisione
- Kultainen salama (1994)
- Tähtilampun alla (1997)
- Samaa sukua, eri maata (1998-2000)
- Jurismia! (2002)
- Isänmaan toivot (2002)
- Kotikatu (2002)
- Irtiottoja (2003)
- Peili (2010)
- Lauran matkakuvia: Tukholma (2012)
- Toisen kanssa (2014)
- Ihon alla (2016)

### Doppiatrice
- Liikkuva linna (2004) - Sophie
- Ella ja Aleksi – Yllätyssynttärit (2011) -  Hely Huuhkaja / äitilokki

## Discografia

### Album
- 2005 - Myytävänä elämä

### Singoli
- 2005 - Nukkumaan
- 2005 - Myytävänä elämä